# Bernardin Realino
Bernardin Realino, né le  1er décembre 1530 à Carpi (Italie) et décédé le 2 juillet 1616 à Lecce, dans les Pouilles (Italie), est un prêtre jésuite italien, missionnaire itinérant dans les campagnes de la région des Pouilles. Mort en odeur de sainteté il est canonisé le 22 juin 1947 par Pie XII. Depuis lors il est liturgiquement commémoré le 2 juillet.

## Biographie
Bernardino Realino naît à Carpi dans le duché de Modène. Par la suite, il mène à Bologne une vie joyeuse d'étudiant insouciant. Brillant, il réussit sans difficulté ce qu'il entreprend: la médecine, les lettres, la philosophie, le droit. Il publie quelques écrits de philologie classique et, muni du doctorat Utriusque iuris, (droit civil et droit canonique) de l'université de Bologne (1556), il obtient facilement des charges publiques dans diverses villes italiennes.
À 34 ans, Dieu entre dans sa vie. Son style de vie change radicalement et il entre au noviciat des jésuites à Naples (13 octobre 1564). Il est ordonné prêtre trois ans plus tard, le 24 mai 1567. Attiré par les lointaines Indes occidentales, il est cependant nommé dans la petite ville méridionale italienne de Lecce dans l'extrême sud de la péninsule italienne.  Pour le reste de sa vie ce sera la base de ses excursions missionnaires dans la Région des Pouilles. 
Il consacre sa vie à organiser et diriger des missions populaires et rurales, et son ministère est surtout marqué par la direction spirituelle et le confessionnal, accueillant chacun avec grande bonté et compréhension. Son renom est tel que, sur la fin de sa vie, avant sa mort à 86 ans, la ville de Lecce le désigne comme protecteur et patron. Aveugle et paralysé à la fin de sa vie le prêtre missionnaire meurt le 2 juillet 1616 à Lecce, suscitant immédiatement une grande vénération populaire. La châsse de se reliques se trouvent dans l'église jésuite du Gesù, à Lecce.

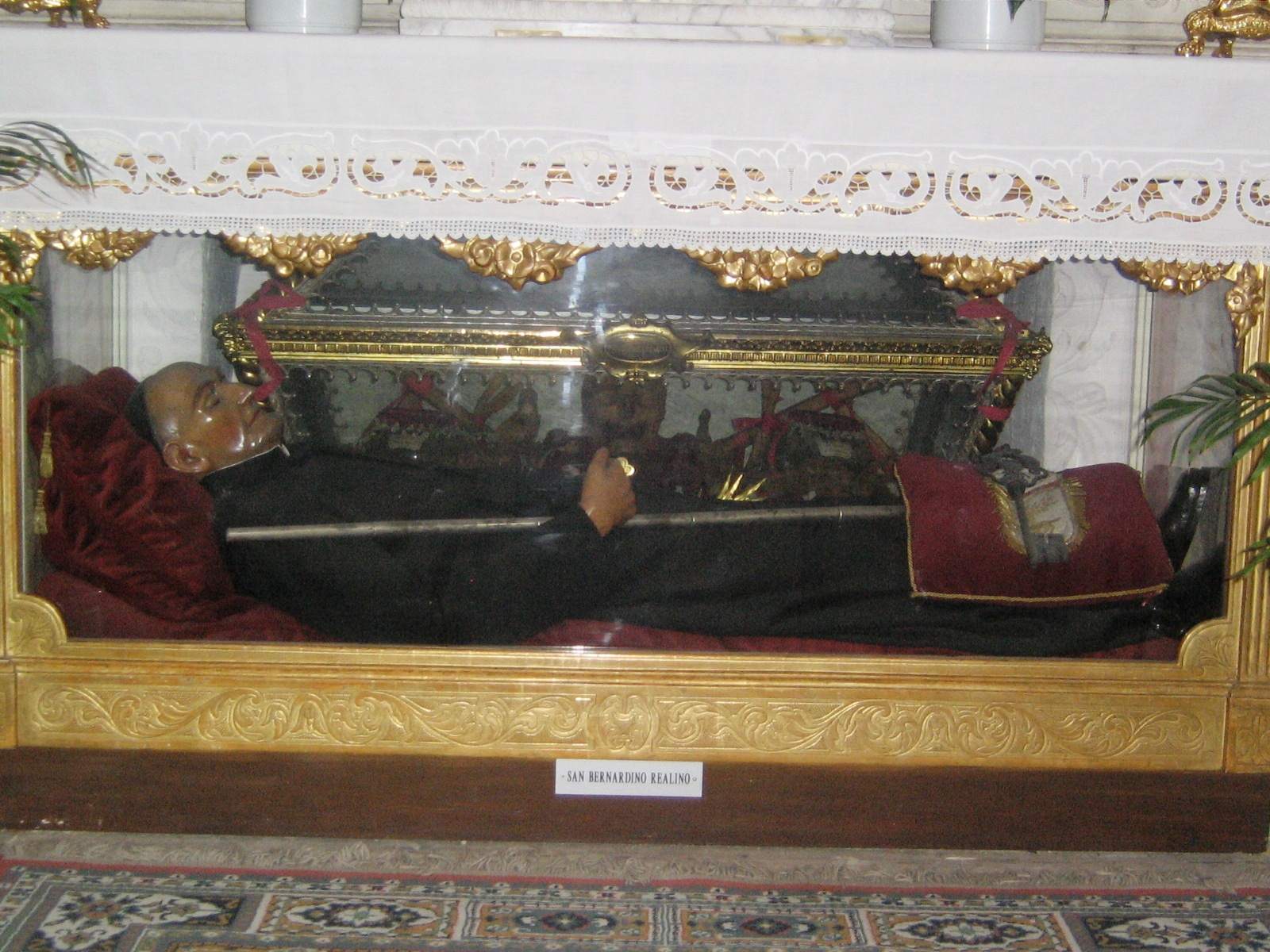
La châsse de Bernardin Realino, à Lecce

## Vénération
- Bernardin Realino est canonisé par le pape Pie XII le 22 juin 1947.